# Amphicoma brittoni
Amphicoma brittoni is een keversoort uit de familie Glaphyridae. De wetenschappelijke naam van de soort is voor het eerst geldig gepubliceerd in 1952 door Endrodi.
De soort komt voor in China.